# Muricy Ramalho
Muricy Ramalho (ur. 30 listopada 1955 w São Paulo) – brazylijski trener, piłkarz. Uznany przez CBF najlepszym trenerem ligi brazylijskiej w latach 2005-2008.

## Kariera trenerska
Pierwszym klubem, w którym Muricy podjął pracę (1993) był ten, w którym zakończył karierę piłkarską - Puebla FC. Rok później został zatrudniony przez swój macierzysty klub São Paulo do roli asystenta Tele Santany. Był odpowiedzialny głównie za drużynę rezerwową, z którą wywalczył Copa Conmebol 1994, a także zastępował słynnego trenera, gdy ten przebywał na wakacjach. W 1996 roku w wyniku choroby Santany, Muricy objął stanowisko pierwszego trenera São Paulo. Kilka miesięcy później zrezygnował z tej funkcji na rzecz Carlosa Alberto Parreiry, aby po niedługim czasie go zastąpić i poprowadzić drużynę w ostatnich kilku meczach sezonu 1996. W wyniku niepowodzeń w mistrzostwach stanowych 1997 roku, Ramalho kolejny raz stracił miejsce głównego szkoleniowca "Trójkolorowych". Kilka dni po opuszczeniu São Paulo (kwiecień 1997) został trenerem Guarani FC, z którym dokończył rozgrywki stanowe i rozpoczął nową edycję I ligi. Niestety, z powodu braku wyników, Muricy został zwolniony po zaledwie 19 meczach. W 1998 roku został zakontraktowany przez Shanghai Shenhua i wyjechał na 8 miesięcy do Chin, gdzie wywalczył puchar tego kraju.
Po powrocie do Brazylii trenował bez większych sukcesów Ituano, Botafogo Ribeirão Preto (wygrał jeden z 8 pierwszoligowych meczów) oraz Portuguesę z Santosu. Na początku 2001 roku podpisał kontrakt z Nautico i pomógł drużynie z Recife zdobyć mistrzostwo stanu Pernambuco. Sukces ten okazał się przełomowy, gdyż rozpoczął serię tytułów trwającą do dziś, choć nie udało mu się w późniejszej części sezonu uratować Santa Cruz Recife przed spadkiem do drugiej ligi. W kolejnym roku znowu został zatrudniony przez Nautico i ponownie wygrał rozgrywki stanowe. W mistrzostwach Brazylii 2002 przejął Figueirense, które w pierwszych 5 meczach nie potrafiło strzelić nawet gola i było zagrożone spadkiem do drugiej ligi. Muricy wyprowadził drużynę ze strefy spadkowej i zajął bezpieczne, 17. miejsce w tabeli, co przy 26 zespołach w I lidze, nie było złym wynikiem. W następnym sezonie został zatrudniony w SC Internacional. W mistrzostwach stanu Rio Grande do Sul 2003 zajął 1. miejsce, a w rozgrywkach I ligi brazylijskiej dopiero szóste, przegrywając w ostatnim meczu szansę występu w Copa Libertadores 2004.
W lutym 2004 znalazł pracę w AD São Caetano - klubie, który kilka miesięcy wcześniej odebrał Interowi miejsce w najważniejszym pucharze Ameryki Południowej. Muricy już w pierwszym meczu po objęciu stanowiska pokonał SE Palmeiras i pozostał niepokonany do końca Campeonato Paulista, zdobywając swój czwarty stanowy tytuł mistrzowski z rzędu. W tym samym czasie jego drużyna dobrze radziła sobie też w Copa Libertadores, dochodząc do ćwierćfinału, gdzie przegrała z Boca Juniors dopiero po rzutach karnych. W drugiej połowie sezonu, w mistrzostwach Brazylii, po 10 kolejkach był wraz z drużyną liderem rozgrywek. Jednak z powodu problemów kadrowych i serii kontuzji kluczowych graczy, zrezygnował ze swojej funkcji.
Kilka tygodni później ponownie zawitał do Interu, doprowadzając zespół do 8. miejsca w lidze, a kierownictwo klubu postanowiło przedłużyć umowę z Muricym na kolejny rok. W kwietniu 2005 Ramalho wywalczył swój kolejny tytuł mistrza stanu, i jeszcze w tym samym miesiącu rozpoczął rozgrywki o mistrzostwo Brazylii. W wyniku skandalu sędziowskiego, anulowano i powtórzono 11 pierwszoligowych meczów tamtego sezonu, a Internacional, który przed weryfikacjami byłby mistrzem, musiał zadowolić się tylko 2. miejscem. W tym samym czasie brał także udział w Copa Sudamericana, ale dotarł tylko do ćwierćfinału, gdyż na drodze Muriciego znów stanęła Boca Juniors.
Po zakończeniu sezonu i z nagrodą najlepszego trenera roku, przyznanego przez CBF i TV Globo, opuścił Inter. W styczniu 2006 São Paulo FC ogłosiło zakontraktowanie Muriciego, który zastąpił Paulo Autuoriego - aktualnego zdobywcę Copa Libertadores i Klubowego Mistrzostwa Świata. W pierwszym (po latach) sezonie z São Paulo, doprowadził tę drużynę do finału Pucharu Wyzwolicieli (uległ tam swojemu niedawnemu klubowi - Interowi Porto Alegre) i zdobył dla "Trójkolorowych" pierwszy od 15 lat tytuł mistrza Brazylii. Sam Muricy ponownie został wybrany najlepszym trenerem w kraju. Rok później sytuacja powtórzyła się - mimo niepowodzeń w mistrzostwach stanowych i Copa Libertadores, São Paulo pod jego wodzą zdobyło bezdyskusyjnie brazylijski czempionat kończąc rozgrywki z przewagą 12 punktów nad drugim w tabeli Santosem, a Ramalho otrzymał trzecie z rzędu wyróżnienie indywidualne. W 2008 Muricy, mimo straty aż 11 punktów do Gremio Porto Alegre na półmetku rozgrywek, zdołał doprowadzić São Paulo do trzeciego z rzędu tytułu mistrza Brazylii. Został tym samym drugim szkoleniowcem w historii, który dokonał tej sztuki, a pierwszym, który uczynił to z jedną drużyną. Powetował sobie w ten sposób porażki w Campeonato Paulista, gdzie uległ w półfinale SE Palmeiras, a także w Copa Libertadores, w którym na drodze do zwycięstwa stanął mu inny brazylijski klub - Fluminense FC. Dwa dni po zakończeniu sezonu 2008 został po raz czwarty z rzędu wybrany najlepszym trenerem ligi brazylijskiej.
W sezonie 2009 nie sprostał oczekiwaniom dyrekcji i po kolejnym (czwartym) odpadnięciu São Paulo z Copa Libertadores - w ćwierćfinale przeciwko Cruzeiro EC - 19 czerwca zwolniono go z funkcji trenera. Miesiąc później (21 lipca) Muricy został zatrudniony do końca sezonu 2010 przez lokalnego rywala swego poprzedniego klubu - SE Palmeiras, ale z powodu niesprostania oczekiwaniom nowego pracodawcy (zajęcie dopiero 5. miejsca w Mistrzostwach Brazylii, mimo liderowania na kilkanaście kolejek przed końcem rozgrywek) został w lutym kolejnego roku zwolniony ze stanowiska.
Dwa miesiące później (27 kwietnia) Muricy został zaprezentowany jako nowy szkoleniowiec Fluminense, z którym w grudniu 2010 wywalczył drugi w historii klubu (a swój czwarty w ogóle) tytuł mistrza Brazylii. W międzyczasie, 23 lipca 2010, złożono mu propozycję prowadzenia reprezentacji Brazylii, jednak nie otrzymawszy od swojego klubu pozwolenia na pracę z kadrą narodową, musiał zrezygnować z objęcia tego stanowiska. 6 kwietnia 2011 roku został trenerem Santosu FC.
We wrześniu 2013 roku ponownie został szkoleniowcem São Paulo, zastępując na stanowisku trenera Paulo Autuoriego. Zadaniem Ramalho było utrzymać klub w brazylijskiej Serie A oraz odbudować go na arenie zarówno krajowej jak i międzynarodowej.